# Frayssinet
 Frayssinet  es una comuna y población de Francia, en la región de Mediodía-Pirineos, departamento de Lot, en el distrito de Gourdon y cantón de Saint-Germain-du-Bel-Air.
Su población en el censo de 1999 era de 279 habitantes.
Está integrada en la Communauté de communes du Causse de Labastide-Murat.

## Demografía
| 212 | 262 | 264 | 241 | 251 | 279 |
| Para los censos de 1962 a 1999 la población legal corresponde a la población sin duplicidades (Fuente: INSEE [Consultar]) |     |     |     |     |     |